# Gaetano Monachello
Gaetano Monachello (Agrigento, Italia, 3 de marzo de 1994) es un jugador de fútbol italiano que juega como delantero en el F. C. Lumezzane de la Serie C.

## Trayectoria deportiva
Formado en la escuadra del Inter, en 2012 llegaría al Parma donde jugó varios torneos. Un año después, comenzaría su carrera a nivel profesional, emigrando al fútbol ucraniano de la mano del FK Metalurg Donetsk, aunque solo 4 apariciones después se marcharía al fútbol chipriota, a las filas del Olympiakos Nicosia FC.
Los 7 goles en 14 partidos hace que firme por el Association Sportive de Monaco Football Club, aunque los años posteriores lo han ido cediendo al Cercle Brugge belga, al Ergotelis FC griego y al Virtus Lanciano de su país natal.
En el verano de 2015 firmaría 3 temporadas por el Atalanta Bergamasca Calcio de la Serie A.

## Selección nacional
2010-11: Anotó 2 tantos en 9 encuentros con Italia sub-17.
2014-2015: Con Italia sub-20 logró 2 goles en 3 partidos.
2015-: Monachello ha conseguido 2 goles en 6 encuentros con Italia sub-21.

## Clubes
| Club                    | País    | Año           |
| ----------------------- | ------- | ------------- |
| F. K. Metalurg Donetsk  | Ucrania | 2012          |
| Olympiakos Nicosia FC   | Chipre  | 2013          |
| AS Mónaco               | Francia | 2013          |
| Círculo Brujas (Cedido) | Bélgica | 2013          |
| Ergotelis (Cedido)      | Grecia  | 2014          |
| Virtus Lanciano         | Italia  | 2014-2015     |
| Atalanta                | Italia  | 2015-2020     |
| Bari (Cedido)           | Italia  | 2016          |
| Ternana (Cedido)        | Italia  | 2017          |
| US Palermo (Cedido)     | Italia  | 2017          |
| Ascoli (Cedido)         | Italia  | 2018          |
| Pescara (Cedido)        | Italia  | 2018-2019     |
| Pordenone (Cedido)      | Italia  | 2019          |
| Venezia (Cedido)        | Italia  | 2020          |
| Modena                  | Italia  | 2020-2022     |
| Mantova                 | Italia  | 2022-2024     |
| Lumezzane               | Italia  | 2024-presente |